# Батир (Україна)
Бати́р (до 1957 року — хутір Бати́р) — село в Україні, у Сорокинській міській громаді Довжанського району Луганської області. Населення становить 65 осіб.

## Географія
Географічні координати Батира: 48°10' пн. ш. 39°41' сх. д. Часовий пояс — UTC+2. Загальна площа села — 0,506 км². Довжина Батира з півночі на південь — 1,4 км, зі сходу на захід — 1,2 км.
Село розташоване у східній частині Донбасу за 13 км від районного центру — міста Краснодона. Через село протікає річка Прохолодний.

## Історія
Заселення хутора почалося вже в роки радянської влади, приблизно з 1924 року.
У 1957 році хутір Батир отримав статус села.
У 1972 році побудовано корівник на 200 голів, а в 1973 — свинарник на 100 голів.
12 червня 2020 року, відповідно до Розпорядження Кабінету Міністрів України № 717-р «Про визначення адміністративних центрів та затвердження територій територіальних громад Луганської області», увійшло до складу Сорокинської міської громади.
17 липня 2020 року, в результаті адміністративно-територіальної реформи та ліквідації  Сорокинського району, увійшло до складу новоутвореного Довжанського району.

## Населення
За даними перепису 2001 року населення села становило 65 осіб, з них 7,69% зазначили рідною мову українську, 92,31% — російську.